# Rada hufca
Niektóre z zamieszczonych tu informacji wymagają weryfikacji.
Dokładniejsze informacje o tym, co należy poprawić, być może znajdują się w dyskusji tego artykułu.
 Po wyeliminowaniu niedoskonałości należy usunąć szablon [[Szablon:Dopracować|]] z tego artykułu.
Rada hufca – najwyższa władza hufca w Związku Harcerstwa Rzeczypospolitej. Rada obejmuje wszystkich drużynowych oraz innych instruktorów hufca. Członkowie rady spotykają się na regularnie zwoływanych zbiórkach, w celu omówienia bieżącej sytuacji lub szkolenia funkcyjnych. Na zbiórkach wyborczych rada może ponadto odwoływać i powoływać hufcowego, kierującego na co dzień działalnością hufca.
Radzie przewodzi hufcowy, zwołuje jej zbiórki, a także kieruje przebiegiem jej spotkań. Wspiera go jego zastępca, a o prowadzenie dokumentacji dba sekretarz hufca. Ponadto, przy radzie mogą być w zależności od potrzeb powoływane również inne funkcje.